# Adrien Sommier
Pour les articles homonymes, voir Sommier.
Adrien Sommier (né le 2 avril 1986 à Vitry-sur-Seine) est un sportif de haut niveau en trampoline et homme d'affaires français, spécialiste de la stratégie d'entreprise et du numérique.

## Biographie
En 2002, à tout juste 17 ans, Adrien Sommier crée sa première agence de communication spécialisée dans le digital à Paris. Repéré par plusieurs entreprises du CAC40 qui deviennent ses clients, son agence est rachetée en 2005 par un groupe média. Il prend la direction digitale de l'agence de communication IDEALINK juste après ce rachat[réf. nécessaire].  
En 2006, et en parallèle de son parcours professionnel, il obtient un Master 2 en Communication à l'Université de Cergy-Pontoise. En 2008, il obtient un Master 2 à l'ESSEC en stratégie d'entreprise dans son programme Exécutive Management. 
En 2010, il lance officiellement sa startup Amplement et lève 1 million d'euros en 2014 auprès du fonds d'investissement City Star. Il cède Amplement en 2016 au Groupe Cirpack, pour 6,5 millions d'euros et il intègre le comité exécutif et la vice-présidence de Cirpack comme Directeur de la stratégie. En 2018, il devient membre du conseil d'administration de l'ESSEC Alumni. En 2019, il est élu Vice-Président de l'ESSEC Alumni et intègre sa gouvernance. 

## Palmarès sportif
Adrien Sommier est un ancien membre de l'équipe de France de trampoline. Un sport pratiqué depuis l'âge de ses six ans et qu'il arrête en 2004 sur le titre de Champion de France.

### International
- Vice-Champion d’Europe par équipe en 2002[1]
- Membre de l'équipe de France 2002 et 2003[19]
- 9ème à la Frivolten Cup (compétition internationale) en 2000[20]

### National
- Champion de France Senior en 2004[18],[21]
- Champion d’Île-de-France 2001, 2002, 2003, 2004[22],[19]
- 3e aux Championnats de France en 2002[19]
- Champion Inter-Régional Ile-de-France en 1998[23]